# 衛生間性愛
衛生間性愛是指於沐浴室或廁所發生的性行为。衛生間性愛於世界各地皆有發生，而且發生地點涵蓋公共和私人場所——其包括酒店、商店、酒吧、餐廳、飛機、大學。不少電影皆出現有關場景。人們甚至就此發展出一套行話，用以在衛生間邀請他人發生性行为、形容衛生間性愛的場景與性体位。
人類學家海伦·费舍尔（Helen Fisher）表示，當某人跟其他人一起待在浴缸時，他們對對方的警戒心便會降低，故此任何的觸碰皆會使人更感到親密。

## 實踐情況
日本部分情侣酒店設有經過專門設計的衛生間，以便人們在內發生性行為。马克·韦斯特（Mark D. West）稱，該些酒店的顧客經常在「開著出水設備」的情況下進行之。臨床性學家索尼娅·博格（Sonia Borg）表示，與其他公共地方相比，美國的衛生間性愛較常於酒吧進行。2006年《紐約每日新聞》報導指，紐約市的不少伴侶皆選擇在餐廳的衛生間發生性行為。亦有人在客机上的衛生間發生性行為。
此外研究者觀察到軍隊人員也會在衛生間發生性行為。威廉·马克·波提特（William Mark Poteet）亦著作中提到，一些軍隊人員會在衛生間發生性行為，為的是打破軍隊的道德準則，或使之在「異性戀男性氣質霸權的情況下，打造出一道纯洁而体面的性要塞」。

### 同性性行為

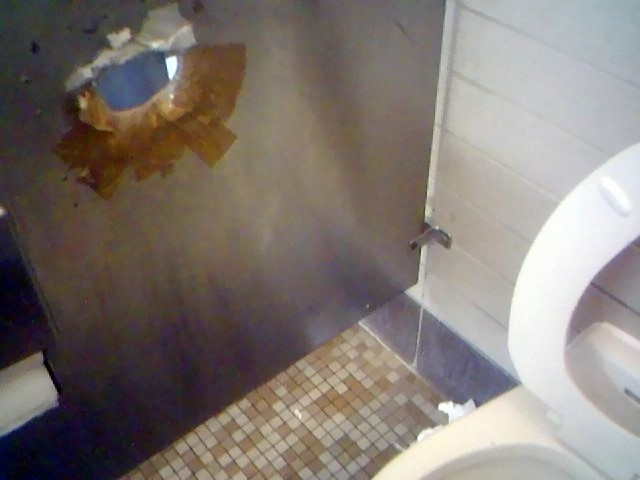
加州一間廁所的尋歡洞

在1980年代期間，由於美國整體社會對同性戀持負面態度，故不少男同性戀者為了在不被人發現的情況下尋找性伴侶，便會將衛生間當作「獵偶場所」使用。迈克尔·科雷茨基（Michael Koretzky）在佛羅里達大學學生報《鱷魚》中寫道：「衛生間性愛能讓男同性恋者小心翼翼地跟其他『同志』碰面」。他們會在衛生間當中從事各式各樣的性行為。一些人會在美国大学的厕所间壁上打洞，以便人們從事各種性行為。該些洞孔稱為「尋歡洞」。
在1980年代間，佛罗里达大学的衛生間常被人們用作從事同性性行為。1989年1月26日，《鱷魚》發佈了幾張有關衛生間间壁遭到打洞的照片。該些洞孔可分為大小兩類。大的洞孔稱為「尋歡洞」，使用者可以其互相觀看對方自慰的情形，甚至把陰莖穿到對方隔間，以此跟人從事性行為。小的洞孔除了可用來偷窥對方外，還可以其傳遞約會便條。部分衛生間的间壁跟地下有著足夠大的距離，使人可以不用打洞就能發生性行為。該篇報導指於大學衛生間從事性行為的人從17到50歲不等。
在歐美，透過用腳敲擊地板發出聲響，是邀請他人於衛生間從事性行為的信號。發起人會在间壁之下敲擊，以使受邀人能夠掌握其在哪個間隔。若然受邀人以同樣方式回應，那麼發起人便會把腳伸進對方的間隔一點，此一過程會不斷重複，直到互相肯定對方是真的想發生性行為為止。

## 合法性爭議
美國公民自由聯盟認為，在衛生間間隔發生性行為是一件私事，從事者應享有私隱保障。明尼蘇達領地最高法院裁定，在密閉的衛生間隔間中發生性行為的人「對私隱有一定合理期望」。

## 有關作品
埃德蒙·怀特的半自傳小說《美麗的空房》（The Beautiful Room Is Empty）以正面態度描寫了於學院衛生間發生的同性性行為。1989年的電影《小便池》（Urinal）透過劇中警方之口，分析及批評了於衛生間發生的性行為。1996年的電影《愛上明尼蘇達》當中有一幕以衛生間性愛為主題。迈克尔·弗格森（Michael Ferguson）形容此一場景為整部電影的重中之重。2002年的電影《出轨》也有於衛生間發生性行為的情節。2001年的電影《钢琴教师》有一幕為主角間於衛生間發生性行為。

## 延伸閱讀
- Love, Tamar. . Sterling Publishing Company, Inc. 2008. ISBN 9781402749339.